# 臺北市松山區松山國民小學
25°03′03″N 121°34′44″E / 25.050789°N 121.578849°E
臺北市立松山國民小學（簡稱松山國小）是臺北市松山區的一所市立國民小學，是臺北市第七所百年老校，鄰近松山車站、松山區公所、松山轉運站。

## 校史
日治時期的臺灣總督府在1898年6月同意設置「國語傳習所錫口分教場」，同年9月4日在慈祐宮右側廂房開始上課，在10月1日依《公學校令》實施而改制為「錫口公學校」。1905年11月15日設立「內湖分校」（1913年獨立為內湖公學校，今內湖國小），位在車站北側的新校舍在1908年8月底完工，1914年4月1日設立「南港分校」（1918年獨立為南港公學校，今南港國小）。1921年4月1日，學校改稱「松山公學校」。1923年4月1日設置高等科。1931年4月16日，校內設置松山國語講習所。1938年4月1日，因松山庄併入台北市，松山公學校改由台北市役所管轄，地址為台北市松山403番地。1939年4月，松山公學校舉行創校四十周年紀念活動紀並由許金定、徐春卿分別捐了大楠公像、二宮尊德像，以及由以前的校友捐贈了校舍室內、室外的大時鐘。1940年，位於松山公學校旁的松山尋常小學校遷到新校地（今興雅國小），原校舍讓與松山公學校。1940年1月，位在松山公學校旁的松山尋常小學校遷到興雅國小現址。1941年4月1日，松山公學校改制為「松山國民學校」。
二戰後，由王子榮擔任松山國民學校戰後首任長。1946年，松山初級中學在創立在松山國民學校內，後來在1947年改制為松山初級商業學校，在1953年遷出搬到松山家商現址。1955年8月，設立「松山國民學校五分埔分校」（1957年獨立為永春國民學校）。1968年，松山國民學校因九年國民教育實施而改名為「松山國民小學」。

松山國小西側的松山派出所約在1990年代拆除，此土地後來則成為松山國小校地，並包含了兩棵大榕樹，分別被命名為「不老仙」及「萬壽松」。2013年，配合臺北捷運松山新店線興建，松山國小與捷運共構的新校舍松山樓完工；同年在松山國小西側空地，擺放了日本松山市贈與慈祐宮的「松山道後溫泉祈福機械鐘」。

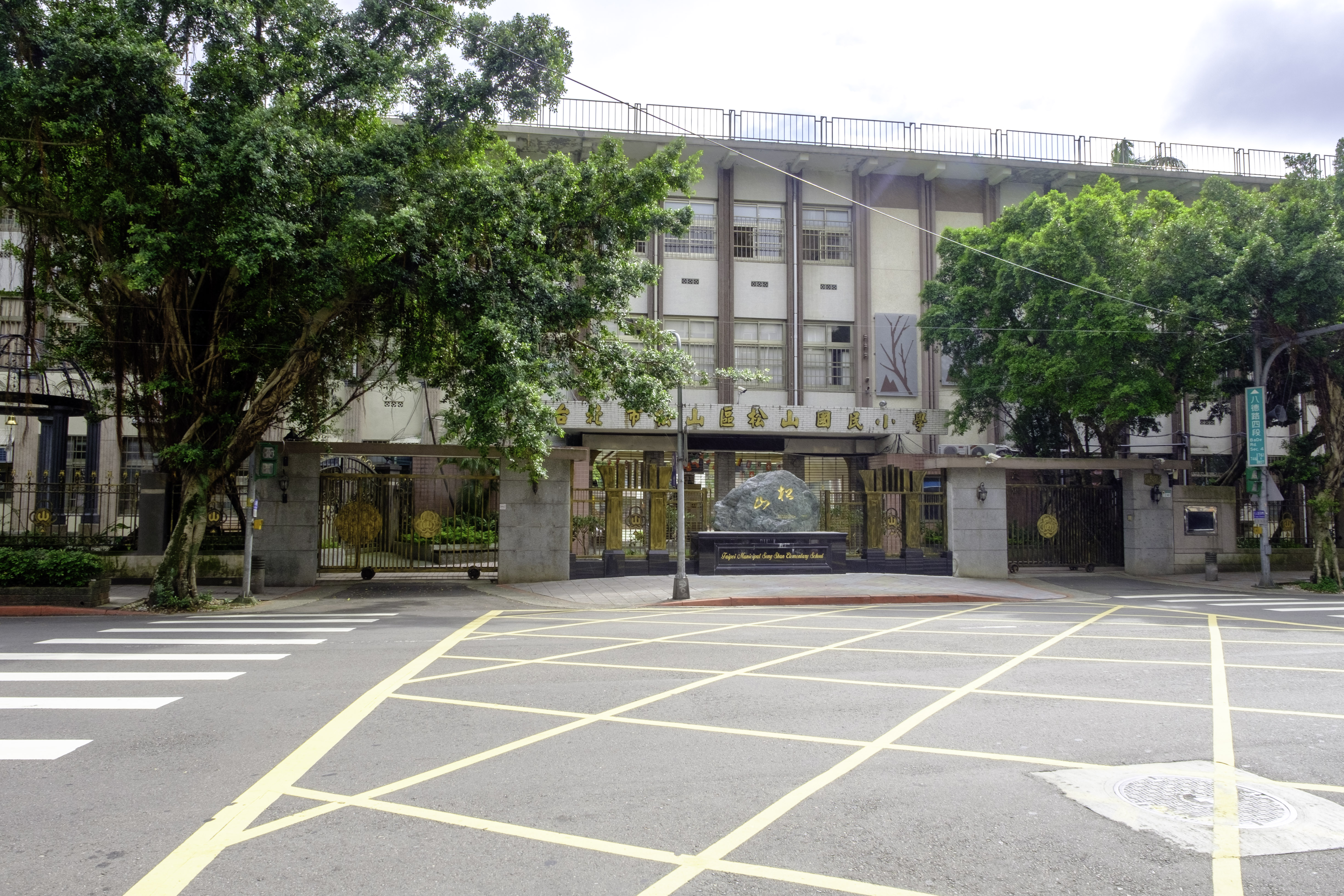
在北側的松山國小校門
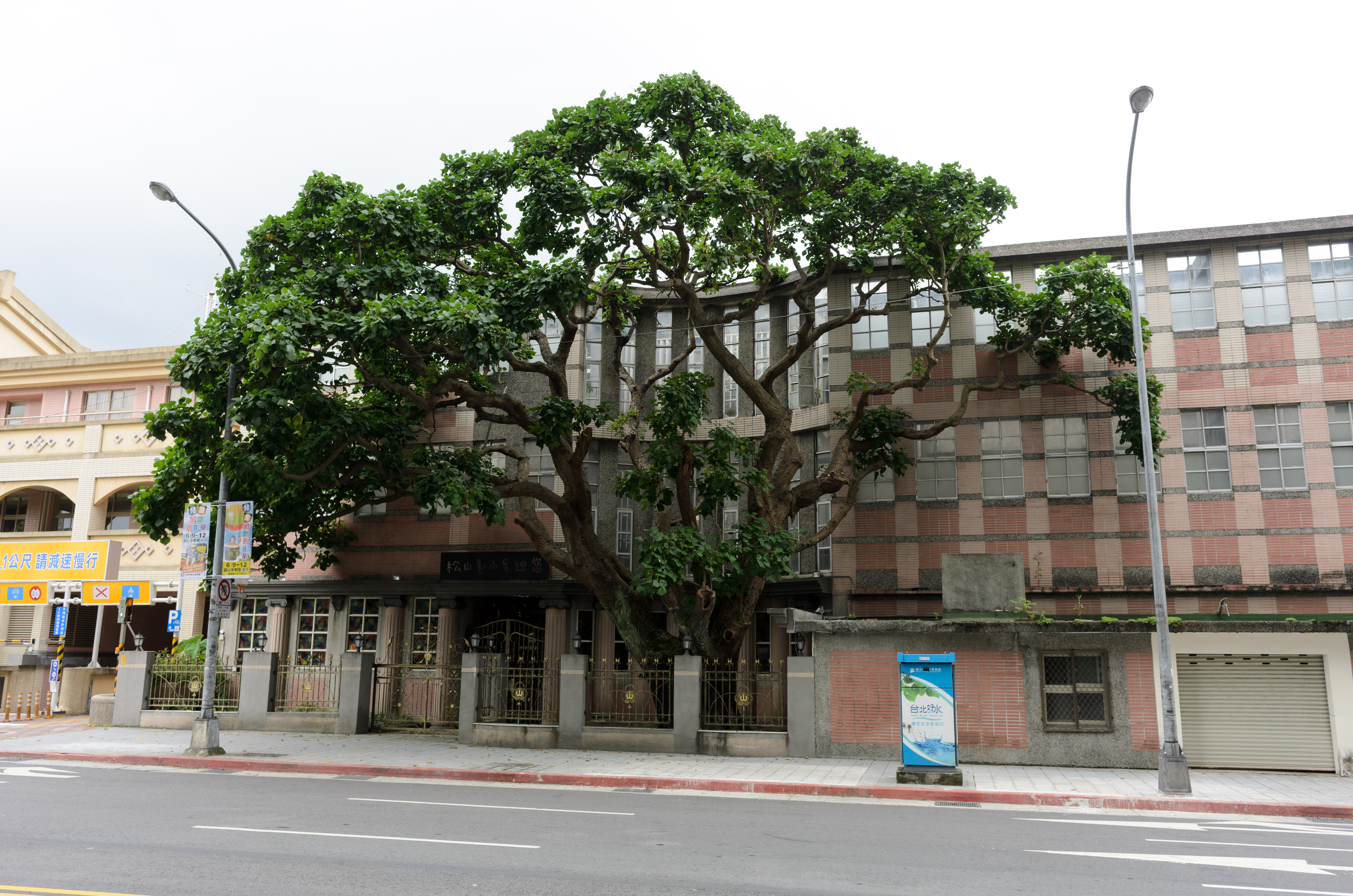
松山國小西側大榕樹
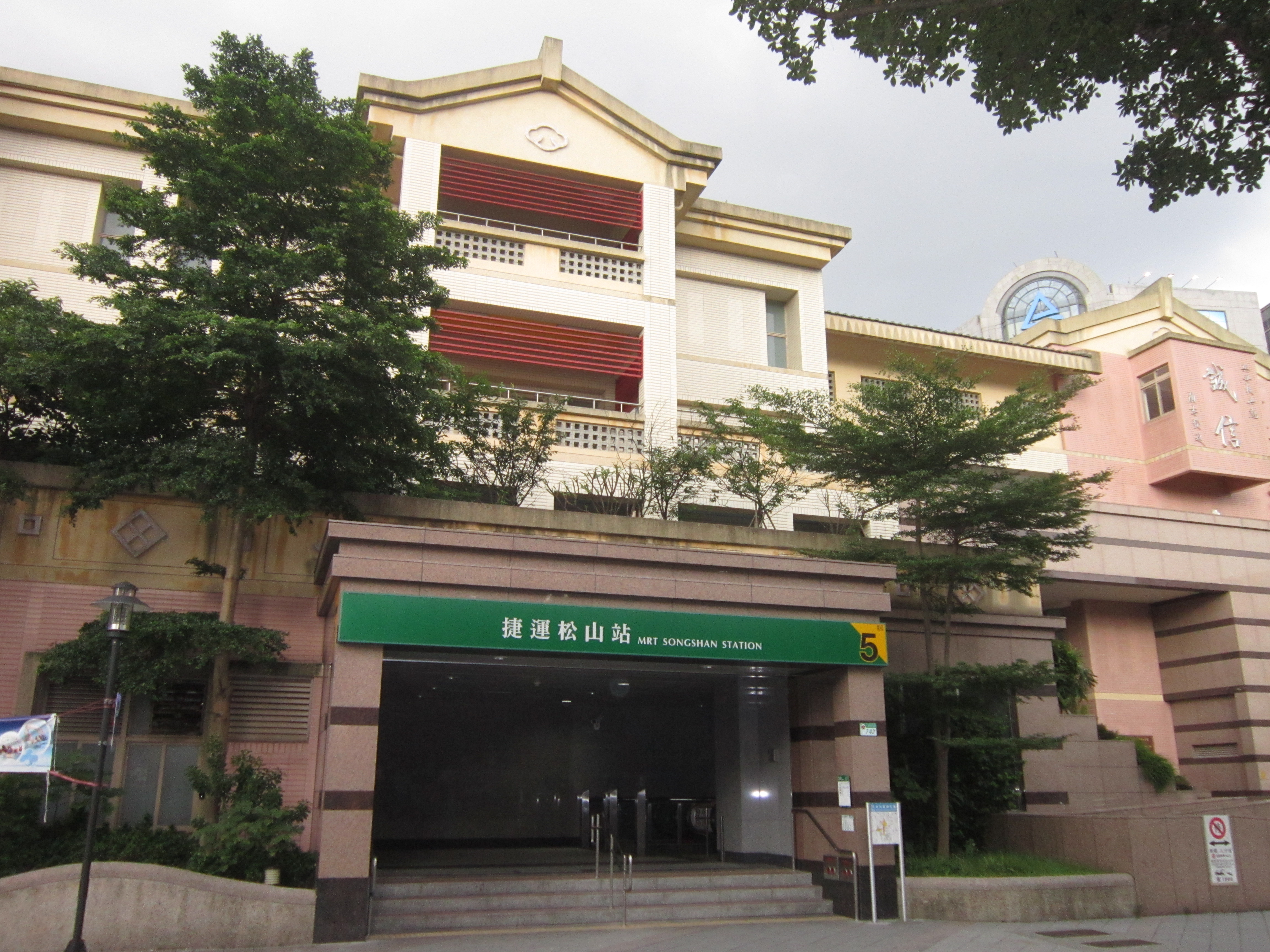
松山樓與捷運共構出入口
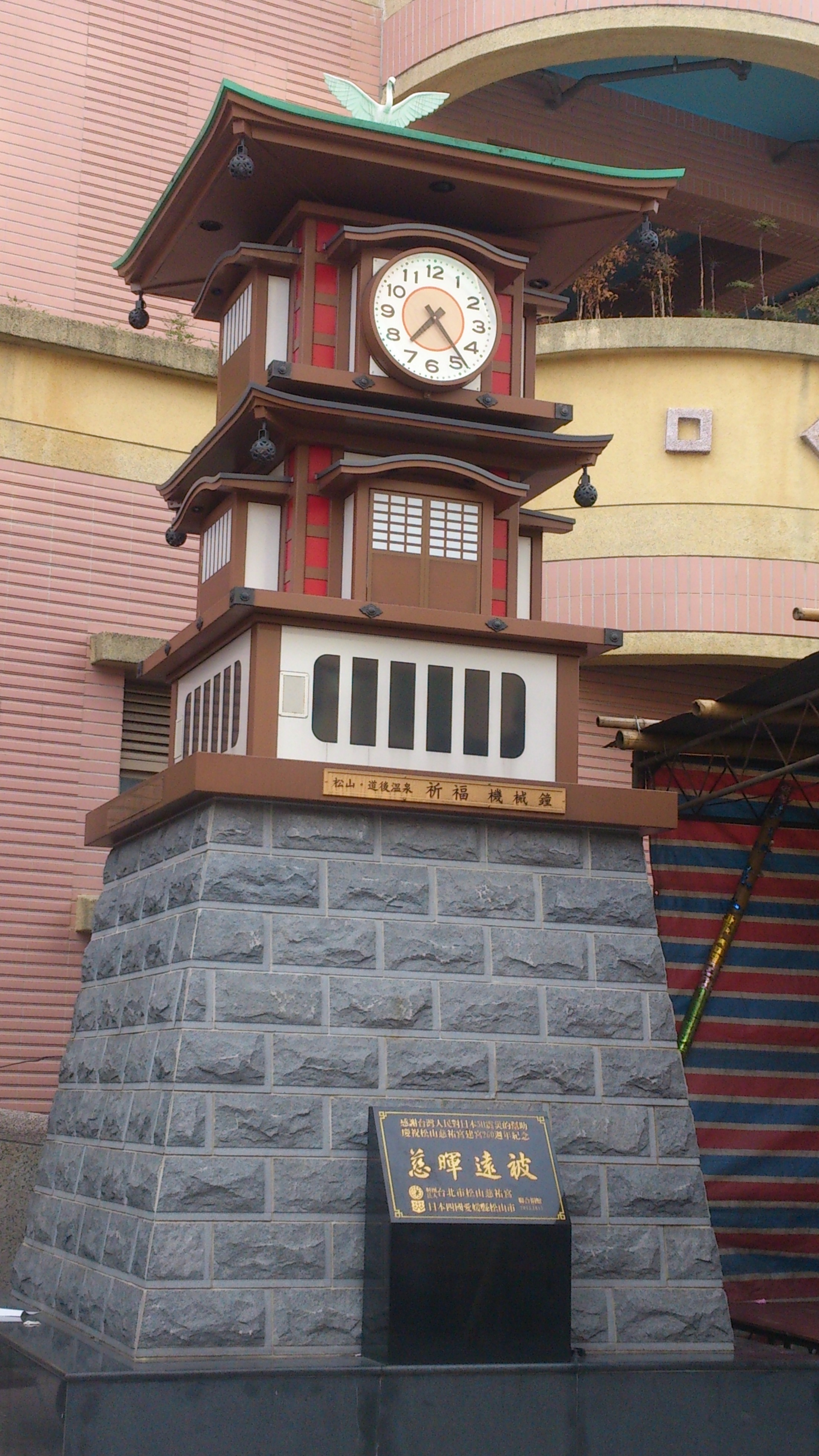
道後溫泉祈福機械鐘

## 歷屆校長
錫口公學校
- 來原慶助：1898年10月~1900年2月
- 山田恭之進：1900年2月~1900年5月，後任水返腳公學校教諭
- 須田裏：1900年5月~1900年6月
- 庄島寅吉：1900年6月~1900年7月
- 須田久雄：1900年7月~1903年6月，原任八芝蘭公學校教諭，後任興直公學校長
- 前木金三郎：1903年7月~1904年11月，原任八芝蘭公學校教諭，後任八芝蘭公學校囑託
- 川島伊三郎：1904年11月~1906年10月，原任大稻埕公學校教諭
- 六山定英：1906年8月~1910年4月，原任八芝蘭公學校教諭，後任深坑公學校囑託
- 上滿常吉：1910年4月~1912年7月，原任石碇公學校長，後任大稻埕女子公學校長
- 金野壽作：1912年7月~1916年3月，原任鹽水港公學校長
- 渡邊文吾：1916年3月~1919年8月，原任石碇公學校長，後任基隆公學校長
- 景山大齡：1919年8月~1920年9月，原任大稻埕第一公學校教諭，後任淡水郡役所庶務課視學
- 三屋大壽：1920年9月~1923年7月，原任內湖公學校長，後任宜蘭郡役所庶務課視學

松山公學校、松山國民學校
- 小石光彥：1923年7月~1932年3月，原任南港公學校長，後任淡水女子公學校長
- 武田靍八：1932年3月~1935年3月，原任金山公學校長，後任基隆市瀧川公學校長
- 山田金盛：1935年3月~1938年3月，原任基隆市壽公學校長，後任圓山公學校長
- 八尋喜善：1938年3月~，原任汐止公學校長
- 丸山誠：1938年10月~1945年10月，原任三峽公學校長

松山國民學校、松山國民小學
- 王子榮：1945年~1967年，曾任松山公學校訓導[7]
- 周永興：1967年~1972年，曾任松山公學校訓導[7]
- 林宗源：1972年~1979年
- 黃傳欽：1979年~1983年
- 崔玉良：1983年~1989年
- 王璧城：1989年~1993年
- 王天福：1993年~1999年
- 簡志雄：1999年~2001年
- 游介民：2001年~2008年
- 蘇震泰：2008年8月~2016年7月
- 游鴻池：2016年8月~（現任）

## 其他
台灣作曲家鄧雨賢於1929年3月至9月期間，在松山公學校擔任訓導。

## 外部連結
- 臺北市立松山國民小學 （页面存档备份，存于）